# چسکه بودیوویتسه
چــِسکه بودِیوویتسه (به چکی: České Budějovice) شهری در منطقه بوهمیای جنوبی کشور جمهوری چک است که جمعیت آن در سال ۲۰۰۷ میلادی ۹۴٫۷۴۷ نفر بوده‌است.